# Cordilura incisa
Cordilura incisa är en tvåvingeart som först beskrevs av Johann Wilhelm Meigen 1838.  Cordilura incisa ingår i släktet Cordilura och familjen kolvflugor. Inga underarter finns listade i Catalogue of Life.